# 연창궁부인
연창궁부인 최씨(延昌宮夫人 崔氏, 생몰년 미상)는 고려의 제6대 왕 성종의 후궁이다.

## 생애
경상도 경주 출신으로, 우복야를 지낸 경주 최씨 최행언의 딸이다. 언제 입궁하였는지는 알 수 없다.
그녀는 성종과의 사이에서 딸 1명을 낳았는데, 그 딸은 훗날 현종의 제2비인 원화왕후가 되었다.
1017년(현종 8년) 음력 12월 현종은 연창궁부인의 아버지 최행언에게 상서 좌복야를, 어머니 김씨에게는 풍산군대부인의 호를, 그리고 연창궁부인에게는 낙랑군대부인의 호를 각각 추증하였다.
그녀의 생애에 대한 기록이나 생몰년, 능지에 대한 기록은 남아있는 것이 없어 알 수 없다. 호는 연창궁부인(延昌宮夫人)이다.

## 가족 관계
- 아버지 : 상서우복야 최행언(尙書右僕射 崔行言, 생몰년 미상)
- 어머니 : 풍산군대부인 김씨(豊山郡大夫人 金氏, 생몰년 미상)
  - 남편 : 제6대 성종(成宗, 961~997 재위: 981~997)
    - 딸 : 원화왕후(元和王后, 생몰년 미상)
    - 사위 : 현종(顯宗, 992 ~ 1031)